# 小島ケイタニーラブ
小島 ケイタニーラブ（こじま ケイタニーラブ、1980年10月16日 - ）は、日本の歌手、音楽家、作家、翻訳者。静岡県浜松市出身。
主な楽曲に「毛布の日」（NHKみんなのうた）、著書に『こちら、苦手レスキューQQQ！』（絵・木下ようすけ、白水社）、訳書に『紫禁城の秘密のともだち』シリーズ（著・常怡、絵・おきたもも、偕成社）ほか。

## 経歴
静岡県立浜松北高等学校、早稲田大学第一文学部卒業。高校の同級生には高柳克弘や木村綾子、ロックバンドSOURのメンバー高橋ケ無がいる。
ロックバンド「ANIMA」のヴォーカリスト・ソングライターとしてデビュー。近年はソロとして野外録音や朗読などを取り入れた表現を追求する。
2010年、古川日出男、蓮沼執太、小島ケイタニーラブ(ANIMA)、鈴木雄介、近藤恵介の5人によるユニット、the coffee group。HEADZ15周年WEATHER10周年のメモリアルイヤーに突如デビュー。2010年2月から始まった、昼間の渋谷O-nestを会場にして、回数を重ねてきたイヴェント『ワンコインからワンドリップ』。ワークインプログレスの方法で制作過程を公開しながら作り上げてきた渾身のアルバムを同年7月14日に発売。
2011年から古川日出男、管啓次郎、柴田元幸と朗読劇『銀河鉄道の夜』に参加し、公演や映画の音楽などを担当。
□□□の三浦康嗣率いるスカイツリー合唱団の主要メンバーとして2012年3月に□□□の通算8枚目となるアルバム「マンパワー」のレコーディングに参加。
2013年春、くもりなのボーカルめいりんと音楽プロジェクト「TOWAI」始動。日本にとどまらずシンガポールやインドネシアでもパフォーマンスを行う。
2014年から温又柔とのプロジェクト「ponto」で共同制作・パフォーマンスを行う。
同年よりスイッチ・パブリッシング地下、西麻布Rainy Day Books & Cafeでイベント「ラブナイト」を毎月開催。作家などをゲストに招き、ホスト役をつとめる。
2016年3月、2年間に渡るラブナイトの終了とともに、スイッチ・パブリッシング内に設立されたRainy Day Recordsよりアルバム「It’s a cry run.」をリリース。長らく完売していたが、2018年6月16日に西麻布Rainy Day Books & Cafeで行われた優河との2マンライブ「Hello Goodbye」にて再プレスを発表、会場先行販売を開始。
2016年12月および2017年1月より「NHK みんなのうた」『毛布の日』放送開始。毛布から出たくない心情を歌ったこの歌は、放送開始から多くの共感を呼び、翌17年、日本記念日協会により、正式に11月20日が「毛布の日」に制定された。
2018年5月に愚音堂/SPACE SHOWER MUSICよりアルバム「はるやすみのよる」をリリース。
リリース同日、J-WAVE「GOOD NEIGHBORS」生出演中に、中国広州へ拠点を移すことを発表した。
2019年1月、イラストレーター木下ようすけと苦手レスキューQQQ！の活動を開始。同年夏よりシンガーソングライターkainatsuもプロジェクトに加わる。
2019年4月、J-WAVE「RADIO SWITCH」公開収録ライブにて、『はるやすみのよる』台湾版（WELCOME MUSIC）を台湾・香港で同時リリースすることを発表。
2020年3月、「こちら、苦手レスキューQQQ!」（文・小島ケイタニーラブ／絵・木下ようすけ）を白水社より刊行。
2020年7月、K-mix（静岡エフエム放送）でレギュラーラジオ番組「こちら、苦手レスキューQQQ! in 静岡」がスタート。
2020年8月、静岡県の湖西市ふるさと大使に就任。
2021年1月、「小島敬太」名義で、 SFアンソロジー『中国・アメリカ　謎SF』を柴田元幸との共編訳として白水社より刊行。
2021年4月、中国・広州のレーベル布谷鸟音乐（Cuckoo Music）よりデジタルシングル「旅愁」にて中国デビュー。
2021年9月、東京新聞・中日新聞の「月刊・掌篇小説」で『のこぎり屋根の声』を発表。
2022年8月、朗読劇「銀河鉄道の夜」が第32回宮沢賢治賞奨励賞を受賞。
2024年3月、レギュラーラジオ番組「こちら、苦手レスキューQQQ! in 静岡」の放送が終了。翌月からは同じくK-MIXで「K-MIX 魔法の国の児童文学」がスタートし、「小島敬太」名義で出演する。

## 人物
ラジオなどでインタビューを受ける際、友人として音楽家・宮内優里の名前をあげることが多い。2018年7月には同月に起こった西日本の大雨被害への募金活動の一環として共同で楽曲を制作している。
低音の喋り声と対照的に、中性的な高音域を多用した歌声である。これは大学のメタルサークル在籍時代に習得したものであると、TOKYO FM「ディア・フレンズ」に出演した際に明かしている。

## 音楽

### ANIMA
- 月も見えない五つの窓で（2009、WEATHER／HEADZ）
- シャガール（2011、WEATHER／HEADZ）[20]

### the coffee group
- ワンコインからワンドリップ（2010、WEATHER／HEADZ）

### ソロ
- 小島敬太（2012、WEATHER／HEADZ）[21][22][23]
- It's a cry run.（2016、Rainy Day Records／スイッチ・パブリッシング）2018年6月16日再発 [24][25][26]
- 「スタート。」マキシシングル（2016）会場限定発売
- はるやすみのよる（2018、愚音堂／SPACE SHOWER MUSIC）[27]

### デジタルシングル
- フォークダンス with 権藤知彦（Single Ver.）（2012、WEATHER／HEADZ）
- 毛布の日（2016、NHK出版）
- テレパシ  宮内優里&小島ケイタニーラブ（2018、チャリティ配信限定）

### 映画音楽
- ほんとうのうた 〜 朗読劇『銀河鉄道の夜』を追って（2014、河合宏樹監督）[28][29]
- 白河夜船 〜映画『白河夜船』劇場歌（2015、吉本ばなな原作・若木信吾監督）
- 短編映画『ピンぼけシティライツ』『老ナルキッソス』（2016、2017、東海林毅監督）

## 書籍
- CDブック『ミグラード 朗読劇「銀河鉄道の夜」』（2013、古川日出男、管啓次郎、柴田元幸共著、勁草書房）[30]
- CDブック『わたしたちの聲音（こえ）』（2017、ponto（温又柔 / 小島ケイタニーラブ）共著、SUNNY BOY BOOKS）
- 書籍『こちら、苦手レスキューQQQ!』（2020、文・小島ケイタニーラブ／絵・木下ようすけ、白水社）[9][10][11][12][13]
- 書籍『花冠日乗』（2020、詩・野村喜和男／写真・朝岡英輔／音楽・小島ケイタニーラブ、白水社）[31][32]
- 書籍『中国・アメリカ　謎SF』（2021、柴田元幸／小島敬太 共編訳、白水社）
- 書籍『サーミランドの宮沢賢治』（2024、管啓次郎／小島敬太共著、白水社）

### 翻訳
- 書籍『中国・アメリカ　謎SF』（2021、柴田元幸／小島敬太 共編訳、白水社）
- 文芸誌「MONKEY」（2021、スイッチパブリッシング）収録『五万年前の来訪者』（作・童恩正）
- 書籍『紫禁城の秘密のともだち』1巻「神獣たちのふしぎな力」（2022、著・常怡、絵・おきたもも、偕成社）
- 書籍『紫禁城の秘密のともだち』2巻「夏の夜の神獣列車」（2023、著・常怡、絵・おきたもも、偕成社）
- 書籍『紫禁城の秘密のともだち』3巻「龍のベッドで寝る少年」（2023、著・常怡、絵・おきたもも、偕成社）

## メディアでの活動

### TV番組
- NHK みんなのうた 『毛布の日』 (2016〜 NHK総合、NHKEテレ、NHKラジオ)
- NHKドキュメンタリー『すべてが流されたこの場所から~福島・南相馬~』挿入歌(2016)
- 読売テレビ・日本テレビ系列 『遠くへ行きたい』主題歌歌唱 (2017〜)

### TVCM
- ミスタードーナツ「45周手作りできたて」篇 "ドレミの歌"歌唱（2015）
- 大塚製薬「賢者シリーズ」（2017〜）

### ラジオ番組
- こちら、苦手レスキューQQQ! in 静岡 (2020年7月 - 2024年3月、K-MIX)
- K-MIX 魔法の国の児童文学 (2024年4月 - 、K-MIX) -「小島敬太」名義で出演

### Webムービー
- ライカ  SL 「Road To Hamamatsu」 (2016/若木信吾 監督)
- パナソニックLUMIX GH5公式ムービー「旅する八百屋」 (2017/若木信吾 監督)
- カネタ建設 CM「暮らしを建てる」 (2017)

### 映像出演
堀込泰行 ×□□□「バース・コーラス」Music Film（共演：たかはしゆい　2016、UCC DRIPAR MUSIC）

### 雑誌連載
SWITCH 小島ケイタニーラブとラブナイツ「歌はどこだ」（2015〜、スイッチ・パブリッシング）

### 対談・鼎談
- ブレーン「青山デザイン会議」時代感覚と言葉の価値（2014、宣伝会議） 小島ケイタニーラブ、原田曜平、三角みづ紀[34]
- BRUTUS 平井理央「あの人に逢いたい」（2015、マガジンハウス）
- SWITCH INTERVIEW（聞き手・戌井昭人　写真・浅田政志） （2016年、スイッチ・パブリッシング）

### 演劇作品
- 友達の友達（佐藤貴史、大政知己、ふじきみつ彦） 第2回公演『旅立ちの旅立ち』（2012、下北沢シアター711）
- Rimini Protokoll『100％トーキョー』サウンドデザイン（2013、フェスティバル/トーキョー、東京芸術劇場プレイハウス）
- ロロ『朝日を抱きしめてトゥナイト』（2014、こまばアゴラ劇場）

## その他

### コラボレーション作品
- the coffee group（古川日出男×蓮沼執太×小島ケイタニーラブ(ANIMA)×鈴木雄介×近藤恵介）（2010）
- スカイツリー合唱団（糸井あんだ、伊藤豊、上砂智子、大柿友哉、菊池明明、小島ケイタニーラブ、坂本美雨、重岡佐都子、夙川アトム、スズキアキ、環ROY、中島佳子、西尾大介）（2012）
- TOWAI（めいりん×小島ケイタニーラブ）（2013〜）
- ponto（温又柔×小島ケイタニーラブ×伊藤豊）（2014〜）[4][35]
- SWITCH Vol.33 No.8　小林エリカ×小島ケイタニーラブ「つじつまの新世界」（2015）[36]

### 美術展
- 鴻池朋子「根源的暴力」展サウンドデザイン（2015、神奈川県民ホール）

### 小島ケイタニーラブ トーク＆ライブ「ラブナイト」
- 第1夜（2014年1月11日） - 戌井昭人（小説家・劇作家）
- 第2夜（2014年3月11日） - 古川日出男（小説家・劇作家）、 管啓次郎（詩人）、 柴田元幸（翻訳家）
- 第3夜（2014年5月11日） - 黒田征太郎（イラストレーター）
- 第4夜（2014年7月11日） - 坂本美雨（音楽家）、 大島保克（唄者）
- 第5夜（2014年9月11日） - ドリアン助川（小説家・パフォーマー）
- 第6夜（2014年10月11日） - 新井敏記（SWITCH編集長・スイッチパブリッシング代表）
- 第7夜（2014年11月11日） - 若木信吾（写真家）、 温又柔（小節家）
- 第8夜（2014年12月11日） - 柴崎友香（小説家）
- 年末特別編（2014年12月20日） - 柴田元幸（翻訳家）
- 第9夜（2015年1月11日） - 黒田征太郎（イラストレーター）、 大島保克（唄者）
- 第10夜（2015年2月11日） - 柳原陽一郎（ミュージシャン）
- 第11夜（2015年3月11日） - 小島ケイタニーラブとラブナイツ ワンマンライブ
- 第12夜（2015年4月11日） - 鈴木博文（ムーンライダーズ・音楽家）
- 第13夜（2015年5月11日） - 小林エリカ（作家・マンガ家）
- 第14夜（2015年6月11日） - いとうせいこう（作家・クリエイター）
- 第15夜（2015年7月11日） - 浅田政志（写真家）、 優河（シンガー）
- 第16夜（2015年8月11日） - 朝吹真理子（小説家）
- 第17夜（2015年9月11日） - 近藤良平（振付家・ダンサー）
- 第18夜（2015年10月11日） - クリス智子（メディアパーソナリティ）
- 第19夜（2015年11月11日） - 小倉博和（ギタリスト・プロデューサー）
- 第20夜（2015年12月11日） - 松田美緒（シンガー）
- 第21夜（2016年1月11日） - 安齋肇（イラストレーター・アートディレクター）
- 第22夜（2016年2月11日） - いしいしんじ（小説家）
- 第23夜（2016年3月11日） - 小島ケイタニーラブとラブナイツ ワンマンライブ